# Fedcupový tým Kolumbie
Tým Kolumbie v Billie Jean King Cupu reprezentuje Kolumbii v tenisové soutěži ženských týmů od roku 1972 pod vedením národního svazu Federación Colombiana de Tenis.
Nejlepšího výsledku Kolumbie dosáhla v letech 1993, 1994, 2002 a 2003, kdy si zahrála úvodní kolo Světové skupiny. Při premiérové účasti v soutěži roku 1972 Kolumbijky prohrály ve druhém kole hlavního turnaje s Nizozemskem a ve finále turnaje útěchy nestačily na Japonsko.
Nehrající kapitánkou je bývalá hráčka Fabiola Zuluagová

## Statistiky
Hráčským týmovým statistikám vévodí bývalá členka světové čtyřicítky Catalina Castañová, která vyhrála 51 utkání včetně 33 dvouher a 18 čtyřher. Nastoupila také do nejvyššího počtu 50 mezistátních zápasů v rekordních patnácti ročnících.
Minimálně dvacet utkání vyhrály Catalina Castañová, Mariana Duqueová Mariñová, Fabiola Zuluagová a Carmiña Giraldová. Jako nejmladší členka týmu do soutěže zasáhla Camila Osoriová, když ve 14 letech nastoupila do únorové 1. skupiny americké zóny 2016. Naopak nejstarší Kolumbijkou v soutěži se stala 34letá Castañová během únorové 1. skupiny americké zóny 2014.

## Výsledky

### 2020–2029
| Rok  | soutěž                          | datum             | místo            | povrch    | soupeř    | skóre | výsledek |
| ---- | ------------------------------- | ----------------- | ---------------- | --------- | --------- | ----- | -------- |
| 2021 | Americká zóna, 1. skupina       | 5. února 2020     | Santiago, Chile  | antuka    | Venezuela | 3–0   | výhra    |
| 2021 | Americká zóna, 1. skupina       | 7. února 2020     | Santiago, Chile  | antuka    | Paraguay  | 1–2   | prohra   |
| 2021 | Americká zóna, baráž 1. skupiny | 8. února 2020     | Santiago, Chile  | antuka    | Argentina | 0–2   | prohra   |
| 2022 | Americká zóna, 1. skupina       | 13. dubna         | Salinas, Ekvádor | tvrdý     | Argentina | 0–3   | prohra   |
| 2022 | Americká zóna, 1. skupina       | 14. dubna         | Salinas, Ekvádor | tvrdý     | Guatemala | 3–0   | výhra    |
| 2022 | Americká zóna, 1. skupina       | 15. dubna         | Salinas, Ekvádor | tvrdý     | Brazílie  | 0–3   | prohra   |
| 2022 | Americká zóna, baráž 1. skupiny | 16. dubna         | Salinas, Ekvádor | tvrdý     | Paraguay  | 2–0   | výhra    |
| 2023 | Americká zóna, 1. skupina       | 11. dubna         | Cúcuta, Kolumbie | antuka    | Bolívie   | 3–0   | výhra    |
| 2023 | Americká zóna, 1. skupina       | 12. dubna         | Cúcuta, Kolumbie | antuka    | Peru      | 2–1   | výhra    |
| 2023 | Americká zóna, 1. skupina       | 13. dubna         | Cúcuta, Kolumbie | antuka    | Guatemala | 3–0   | výhra    |
| 2023 | Americká zóna, 1. skupina       | 14. dubna         | Cúcuta, Kolumbie | antuka    | Chile     | 3–0   | výhra    |
| 2023 | Americká zóna, 1. skupina       | 15. dubna         | Cúcuta, Kolumbie | antuka    | Argentina | 0–3   | prohra   |
| 2023 | Světová baráž                   | 10.–11. listopadu | Tokio, Japonsko  | tvrdý (h) | Japonsko  | 2–3   | prohra   |
| 2024 | Americká zóna, 1. skupina       | 8.–13. dubna      | Bogota, Kolumbie | antuka    |           |       |          |

## Složení týmu
| Rok  | Členky týmu        | Členky týmu            | Členky týmu              | Členky týmu              |
| ---- | ------------------ | ---------------------- | ------------------------ | ------------------------ |
| 2023 | Camila Osoriová    | Emiliana Arangová      | Yuliana Lizarazová       | María Herazo Gonzálezová |
| 2023 | Yuliana Monroyová  | María Paulina Pérezová | —                        | —                        |
| 2024 | Camila Osoriová    | Emiliana Arangová      | María Herazo Gonzálezová | María Paulina Pérezová   |
| 2024 | Yuliana Lizarazová | —                      | —                        | —                        |